# Esgrafiats del carrer Ample, 50 (Reus)
Els Esgrafiats del carrer Ample, 55 són una obra del municipi de Reus (Baix Camp) inclosos en l'Inventari del Patrimoni Arquitectònic de Catalunya.

## Descripció
Són uns esgrafiats situats a la zona superior d'un habitatge, a manera de remat d'aquest just a sota d'una cornisa de pedra. És una sanefa amb motius vegetals que formen composicions circulars, que ha estat restaurada fa poc. La resta de la façana és arrebossada.